# Angelo Candido
Angelo Henrique Candido de Siqueira dit Angelo Candido, né le 20 octobre 2008 à Guarulhos au Brésil, est un footballeur brésilien qui évolue au poste d'arrière droit au São Paulo FC.

## Biographie

### En club
Né à Guarulhos au Brésil, Angelo Candido est formé par le São Paulo FC, qu'il rejoint en 2019. En janvier 2025, à 16 ans, il signe son premier contrat professionnel avec le club.

#### RC Strasbourg (2027-)
Candido a signé au RC Strasbourg, qu’il rejoindra à sa majorité en 2027,.

### En sélection
Angelo Candido représente le Brésil en sélection, commençant avec les moins de 15 ans, étant notamment avec cette équipe pour participer au Championnat des moins de 15 ans de la CONMEBOL en 2024.
Avec l'équipe du Brésil des moins de 17 ans il dispute le championnat sud-américain des moins de 17 ans en 2025. Il participe au sacre de son équipe, qui s'impose en finale contre la Colombie après une séance de tirs au but. Il est notamment l'auteur du but égalisateur des Brésiliens lors de cette finale.

## Palmarès

### Sélection
Brésil moins de 17 ans
- championnat sud-américain des moins de 17 ans
  - Vainqueur : 2025